# Ophiomyia insularis
Ophiomyia insularis är en tvåvingeart som beskrevs av Malloch 1913. Ophiomyia insularis ingår i släktet Ophiomyia och familjen minerarflugor.
Artens utbredningsområde är Kuba. Inga underarter finns listade i Catalogue of Life.